# Noncourt-sur-le-Rongeant
Noncourt-sur-le-Rongeant – miejscowość i gmina we Francji, w regionie Grand Est, w departamencie Górna Marna.
Według danych na rok 1990 gminę zamieszkiwało 215 osób, a gęstość zaludnienia wynosiła 23 osób/km².